# Gabi Aschkenasi

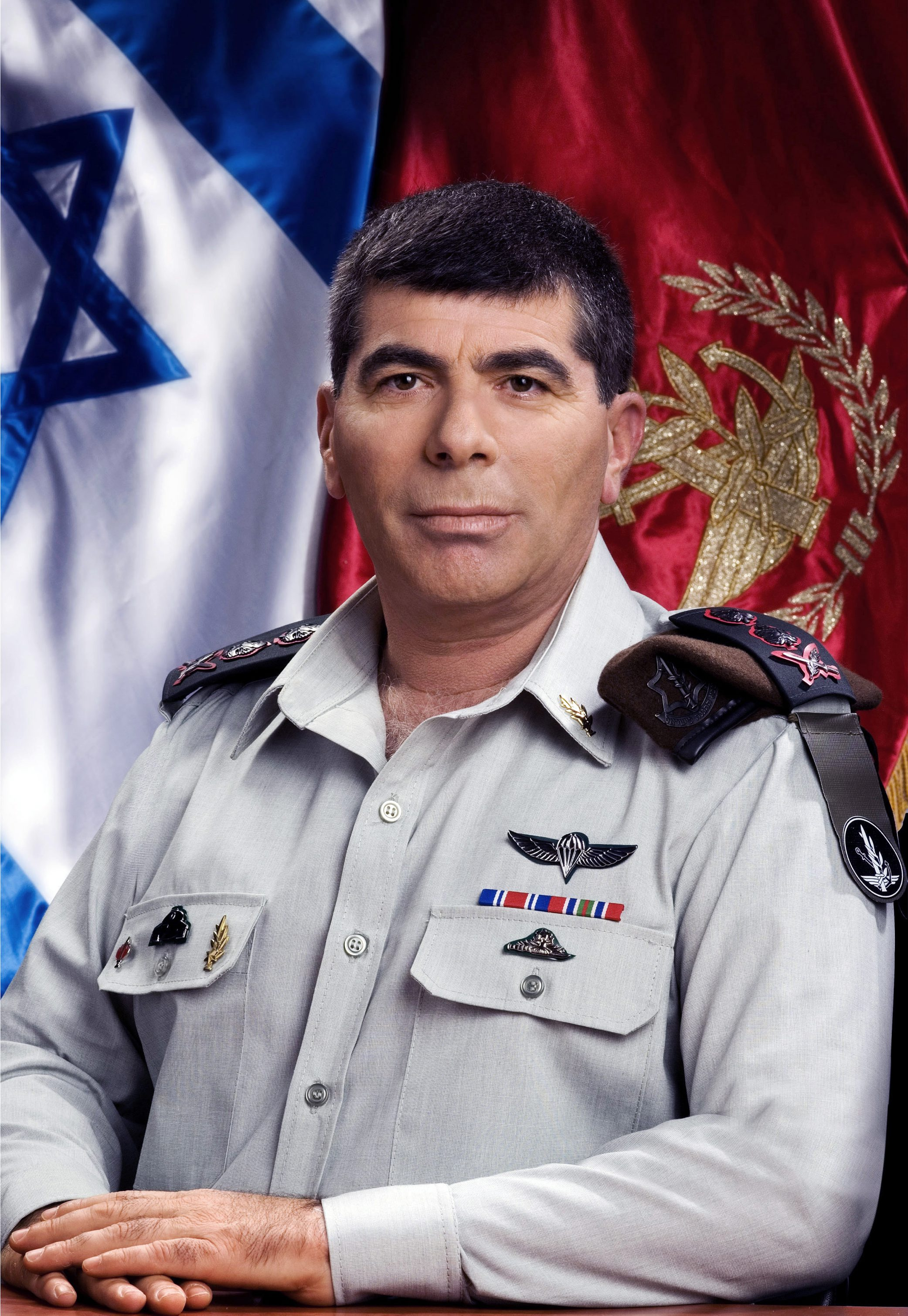
Gabi Aschkenasi als Generalstabschef (2007)

Gabriel „Gabi“ Aschkenasi, hebräisch גבי אשכנזי (* 28. Juli 1954 in Chagor, Drom HaScharon) ist ein israelischer Militär und Politiker. Der Generalleutnant (Rav-Aluf) war von 14. Februar 2007 bis 14. Februar 2011 Generalstabschef (Ramatkal) der Israelischen Streitkräfte.
Von April 2019 bis April 2021 war er Mitglied der Knesset in der Fraktion Kachol Lavan („Blau-weiß“). Vom 17. Mai 2020 bis zum 13. Juni 2021 war er Außenminister Israels im Kabinett Benjamin Netanjahu V.

## Leben

### Familie und Studium
Aschkenasi ist verheiratet und hat zwei Kinder. Er absolvierte ein Studium mit dem akademischen Abschlussgrad als Bachelor in Politikwissenschaft der Universität Haifa und ist Absolvent des Harvard Business Management program for senior executives an der Kennedy School of Government.
Zur Etymologie des Familiennamens siehe: Aschkenasim. Ashkenazi ist jedoch auch ein häufiger sephardischer Name. Gabi Aschkenasis Vater ist ein bulgarischer sephardischer Jude und seine Mutter eine syrische Jüdin.

### Militärische Laufbahn
1972 trat Aschkenasi seinen Wehrdienst bei der Golani-Brigade der israelischen Streitkräfte an und kämpfte im Jom-Kippur-Krieg an der Südfront. 1976 war er an der Operation Entebbe beteiligt und diente von 1978 bis 1979 als stellvertretender Bataillonskommandeur in der Golani-Brigade. Er wurde in dieser Zeit während der Operation Litani verwundet. Von 1979 bis 1980 absolvierte er den Barak Command and Staff Course und schloss diesen mit Auszeichnung ab. Danach übernahm er von 1980 bis 1982 das Kommando über ein Bataillon der Golani-Brigade und wurde 1981 zum Oberstleutnant befördert. Im ersten Libanonkrieg war Aschkenasi stellvertretender Kommandeur der Golani-Brigade und nahm mit seinen Truppen Beaufort, Nabatäa und Jebel Baruch ein. Von 1983 bis 1984 absolvierte er den Kommando- und Stabskurs der US-Marineinfanterie. Danach wurde er 1984 als Operationsoffizier im Hauptquartier des Infanterie- und Fallschirmjägerkorps eingesetzt.
1984 wurde Aschkenasi dann zum Oberst befördert und übernahm bis 1987 das Kommando einer Regionalbrigade des Nordkommandos. 1987 übernahm er schließlich das Kommando seiner alten Einheit, der Golani-Brigade, und diente ein Jahr später, 1988, als Operationsoffizier des Nordkommandos. 1990 wurde er zum Panzerkorps versetzt, in den Rang eines Brigadegenerals befördert und übernahm bis 1992 das Kommando einer Panzerdivision der Reserve des Nordkommandos. Von 1992 bis 1994 war er als Kommandeur der Verbindungseinheit zum Libanon eingesetzt und wechselte 1994 als Direktor für Operationen in den Generalstab. 1996 wurde er zum Aluf befördert und diente bis 1998 als assistierender Abteilungsleiter im Generalstab. Nach zwei Jahren auf diesem Posten übernahm er 1998 den Posten des Kommandierenden Generals der Nordkommandos, welchen er vier Jahre lang innehatte. Danach übernahm er 2002 den Posten des stellvertretenden Generalstabschefs und trat 2005 schließlich in den Ruhestand, da Dan Chalutz ihm bei der Berufung zum Generalstabschef vorgezogen wurde; woraufhin Aschkenasi den Militärdienst quittierte.
Verteidigungsminister Amir Peretz überzeugte ihn schließlich im Sommer 2006, einen Posten in seinem Ministerium zu übernehmen, was er auch tat. Am 22. Januar 2007 verlautete aus dem Büro des israelischen Ministerpräsidenten Ehud Olmert, dass Aschkenasi Nachfolger von Dan Chalutz als Generalstabschef werden solle.
Am 4. Februar 2007 berief ihn das israelische Kabinett einstimmig zum Generalstabschef. Dabei hat man sich gleich auf eine vierjährige Amtszeit verständigt und nicht, wie sonst üblich, auf eine dreijährige Amtszeit mit der Aussicht auf eine Verlängerung um ein Jahr. Am 14. Februar wurde Aschkenasi schließlich in den Rang eines Generalleutnants befördert und als Generalstabschef vereidigt. Am 14. Februar 2011 wurde er plangemäß abgelöst. Sein Nachfolger wurde Benny Gantz.

### Stuxnet-Indiskretion
Zu seinem Ausscheiden aus dem Staatsdienst Mitte Februar 2011 ließ Aschkenasi ein Video anfertigen, in dem seine Verdienste herausgestellt werden. Überraschenderweise werden darunter auch die Bombardierung eines syrischen Atomreaktors und die Entwicklung des Computervirus Stuxnet genannt, für die die israelische Regierung offiziell nie die Verantwortung übernommen hatte.

### Diplomatisches Wirken
Anfang Oktober 2020 kam er wenige Wochen nach dem Friedensvertrag zwischen Israel und den Vereinigten Arabischen Emiraten nach Berlin und besuchte dort zusammen mit dem Außenminister der Vereinigten Arabischen Emirate Abdullah bin Zayid Al Nahyan und ihrem deutschen Amtskollegen Heiko Maas das zentrale Holocaust-Mahnmal.
Im Mai 2021 traf er Heiko Maas bei dessen kurzfristig anberaumten Besuch in Israel anlässlich des wieder aufgeflammten israelisch-palästinensischen Konfliktes.